# Barbaco-Paez
Barbaco-Paez (auch: Páez-Barbacoa) ist eine kleine Gruppe von Sprachen,  deren Verbreitungsgebiet  Kolumbien und Ecuador ist. Keine andere Gruppierung südamerikanischer Indianersprachen ist mit ihr verwandt.
Zu ihr gehören die Barbacoa-Sprachen und das Paez.